# Rivière Cap-Chat
Pour les articles homonymes, voir Cap-Chat (homonymie) et chat (homonymie).
La rivière Cap-Chat est un affluent du fleuve Saint-Laurent et coule vers le nord dans la municipalité de Cap-Chat, dans la municipalité régionale de comté (MRC) de La Haute-Gaspésie, dans la région administrative de la Gaspésie–Îles-de-la-Madeleine, au Québec, au Canada.

## Géographie
La rivière Cap-Chat prend sa source au lac Joffre et au lac Simoneau (au sud), situés dans les monts Chic-Chocs dans le parc de la Gaspésie, situé au centre de la péninsule gaspésienne. Les tributaires de la tête de la rivière sont du côté ouest :
- le ruisseau Dunière (source : lac Dunière),
- la coulée de la Lucie (source : lac Cid),
- décharge du lac Simoneau (au sud),
- ruisseau de la Loutre,
- ruisseau Alphonse,
- ruisseau Beaulieu (qui draine les eaux de : petit lac Nicol-Albert, étang Tallard et lac Beaulieu).

Tandis que les tributaires du côté est de la tête de la rivière sont :
- ruisseau de Bascon (sources : lac Coleman et Bardey), situé dans la réserve faunique de Matane,
- rivière Cap-Chat Est,
- ruisseau Isabelle.

Le principal tributaire de la rivière Cap-Chat est la rivière Cap-Chat Est dont l'embouchure est située dans le parc de la Gaspésie. En aval de cette embouchure, en coulant vers le nord, le courant de la rivière Cap-Chat traverse le canyon de la rivière-Cap-Chat, dans une vallée étroite bordée de hautes montagnes. Puis la rivière recueille les eaux du ruisseau Beaulieu (côté ouest) et du ruisseau de Bascon (côté est). De là, la rivière suit un cours en serpentins. Elle reçoit les eaux de la rivière Isabelle (côté ouest) et du ruisseau Isabelle (côté est). Puis elle bifurque vers l'est en longeant la limite sud de la zec de Cap-Chat.
À partir de la limite de la zec de Cap-Chat, la rivière Cap-Chat coule vers le nord-est, puis vers le nord, sur 57,5 kilomètres jusqu'à son embouchure dans l'estuaire maritime du Saint-Laurent, dans la municipalité de Cap-Chat. Et 56,6 km de cette rivière est constituée en zone d'exploitation contrôlée soit le zec de la Rivière-Cap-Chat.
Les eaux de la rivière sont très limpides, car les eaux descendent sur un fond de gravier. La rivière comporte plusieurs segments de petits rapides de catégorie R1. Plusieurs amateurs descendent des segments de la rivière en embarcation de rivière. Il est recommandé de vérifier le débit des eaux avant de s'aventurer en embarcation de rivière. La société de gestion de la rivière Cap-Chat administre la zec de la Rivière-Cap-Chat dont le territoire correspond au parcours de la rivière. 
À partir de Cap-Chat, une route forestière a été aménagée le long de la rivière afin de faciliter l’accès aux visiteurs.

## Faune
La rivière Cap-Chat regorge de seulement cinq espèces de poissons : le saumon, l'omble de fontaine, le chabot visqueux, l'anguille d'Amérique et l'épinoche à trois épines. 
Depuis au moins 75 ans, la rivière Cap-Chat attire les pêcheurs de saumon. John F. Kennedy, ex-président des États-Unis, y serait venu plusieurs fois. En 1966, elle est devenue réserve de pêche. Entre 1984 et 1989, cette activité a été interdite pour protéger le saumon. On a alors implanté des programmes d’ensemencement et de dénombrement des montaisons puis, en 1990, un plan d’exploitation basé sur la graciation des grands saumons. Dans cette rivière, la grosseur des saumons capturés est généralement supérieure à la moyenne. Plusieurs individus et organismes ont œuvré activement pour la préservation du saumon de l’Atlantique sur cette rivière.
La rivière Cap-Chat compte 52 fosses à saumon dans trois secteurs de pêche dont un seul n’est point contingenté. Seule la pêche à gué est permise sur cette rivière ; l’usage d'une embarcation de rivière y est autorisée seulement pour la traverser.

## Toponymie
Le terme Cap-Chat se réfère à un ensemble de désignation de lieux de la région de Cap-Chat : seigneurie, deux zecs, canton, ville, anse, routes et rues, rivières, pointe, canyon et butte.
Le toponyme « rivière Cap-Chat » a été officialisé le 5 décembre 1968 à la Banque des noms de lieux de la Commission de toponymie du Québec.